# 鈴鹿山 (山鉾)
鈴鹿山（すずかやま）は、祇園祭後祭の山。中京区烏丸三条上がるに位置する。

## 由来
伊勢国鈴鹿山に出没する悪鬼を退治した鈴鹿権現（瀬織津姫尊）の話を取材し、鈴鹿権現を御神体として祀る。

### 御神体
御神体は鈴鹿権現の人形で、金の烏帽子に大長刀を持つ女人の姿であらわしている。

## 鈴鹿山維持会
維持会の活動には、場之町に立地する複数の法人が携わっている。
- NTT西日本京都支店[4]
- NTT都市開発[5]
- 京都伝統工芸館[6]